# TVA (캐나다)
TVA는 캐나다의 프랑스어전문 민영방송이며. 1963년 설립, 1971년 첫 방송을 시작하였다. Quebecor Media산하 Groupe TVA사에서 소유하고 있으며, 본사는 퀘백 주 몬트리올에 있다. 퀘백 주 및 온타리오주 일부, 뉴브런즈윅주 지역이 방송권역이나 1998년 케이블 TV를 통하여 캐나다 전역에서 시청이 가능하다.

## 슬로건
- 현재
  - "C'est vrai" (It's Real)
- 기존
  - "Le sens de la télé" (The Meaning of Television)
  - "Le réseau d'ici" (The Network from Here)
  - "Le meilleur de la télé" (The Best of Television)